# WAAS
WAAS är en akronym för Wide Area Augmentation System som är ett amerikanskt system för att öka precisionen på satellitnavigering med hjälp av GPS. Det finns en europeisk motsvarighet med namnet EGNOS.